# Colobothea mosaica
Colobothea mosaica là một loài bọ cánh cứng trong họ Cerambycidae.